# Sos ostrygowy

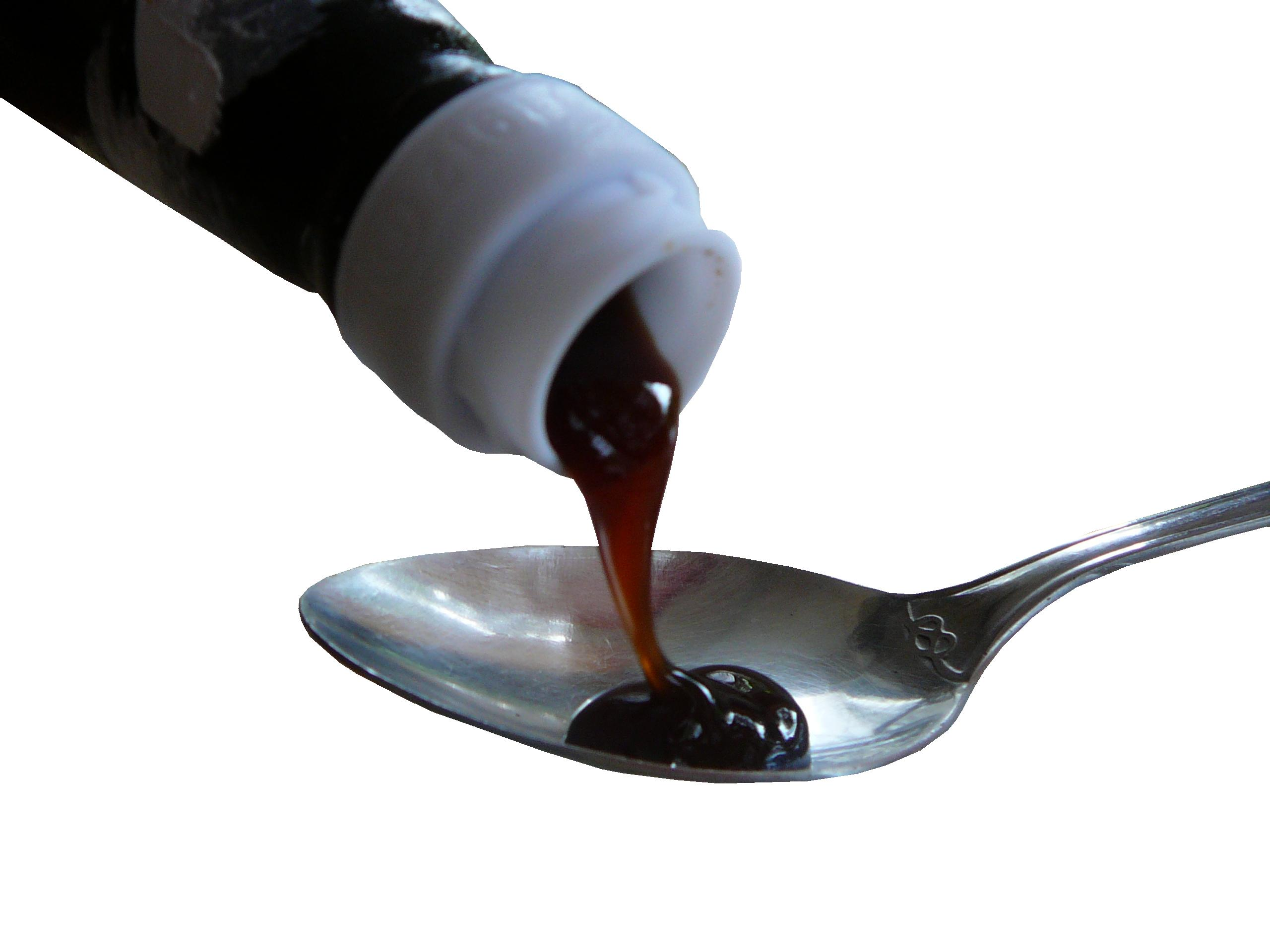
Sos ostrygowy

Sos ostrygowy (chiń. 蠔油; pinyin háoyóu; taj. ซอสหอยนางรม chot hoynamrom) – gęsty sos sporządzany na bazie ekstraktu z gotowanych ostryg; przyprawa popularna w kuchni kantońskiej oraz kuchniach krajów Azji Południowo-Wschodniej; stosowana w Kambodży, Tajlandii, Hongkongu, w Europie i na kontynencie amerykańskim . Powstają również odmiany regionalne sosu ostrygowego.
Sos ostrygowy jest naturalnie ciemny, lecz w handlu spotyka się wiele podróbek, w których ciemny kolor uzyskano za pomocą barwnika karmelowego.

## Historia

### Receptura tradycyjna
Sos ostrygowy został przypadkowo wynaleziony w 2. połowie XIX wieku przez Lee Kum Sheung, który zbyt długo gotował ostrygi. W ten sposób zamiast bulionu otrzymał gęsty sos o ciemnej barwie i aromatycznym zapachu. Jest to też tradycyjna receptura otrzymywania sosu ostrygowego.

Sos ostrygowy został wynaleziony całkiem przypadkiem. W 1888 roku pewien chiński restaurator Lee Kum Sheung jak zwykle wybrał się do pracy w Nanshui, w której przygotowywał zupę z ostryg. Tego dnia stracił jednak poczucie czasu i zostawił garnek z ostrygami na ogniu o wiele dłużej niż zwykle. Przypomniał sobie o gotującym się daniu dopiero, gdy poczuł silny zapach. Podniósł więc pokrywkę garnka i zauważył, że zupa ostrygowa zamieniła się w gęsty sos o pysznym smaku. Wkrótce po swoim odkryciu zaczął sprzedawać sos ostrygowy, który zdobył podniebienia mieszkańców okolicy.

{{Cytat}} Przestarzałe pola: 1.

### Receptura uprzemysłowiona
Receptura sosu ostrygowego otrzymywania na skalę przemysłową przez lata ulegała zmianom. Obecnie sos ten otrzymuje się z wody z dodatkiem skrobi kukurydzianej, cukru, soli oraz ekstraktu ostrygowego, a w celu uzyskania ciemnej barwy dodawany jest też karmel.

### XX wiek
Wkrótce po swojej pierwszej odsłonie sosu ostrygowego firma Lee Kum Kee rozpoczęła na skalę przemysłową produkować sos ostrygowy i inne sosy kuchni chińskiej. Co ciekawe – sos ostrygowy tak bardzo wpasował się w gust Chińczyków, że w latach 50. XX wieku (60 lat później) byli gotowi zapłacić za jego butelkę 20% swojej wypłaty.
Sukces sosu ostrygowego może różnież zobrazowany faktem, że ów sos wszedł w skład jadłospisu astronautów na chińskich statkach kosmicznych Shenzhou IX, Shenzhou X oraz Shenzhou XI.
W ogólnym ujęciu dochody i popularność wynikająca z sosu ostrygowego zapewniła jego wynalazcy ogólnoświatowy rynek zbytu.

## Właściwości
Sos ostrygowy jest gęstą, ciemnobrązową, słodko-słoną syropowatą cieczą; po ochłodzeniu koagulującą i przechodzącą w konsystencję żelu.

## Zastosowanie
Sos ostrygowy stosuje się jako przyprawę do dań azjatyckich z:
- ryb
- wieprzowiny
- wołowiny
- owoców morza.

Sos ten wykorzystuje się do zup, sałatek czy gotowanych warzyw.
Wspomina się o konieczności przestrzegania umiaru podczas stosowania sosu ostrygowego, ze względu na specyficzny i charakterystyczny smak może w przypadku użycia zbyt dużej ilości zaburzyć smak potraw obniżając ich walory smakowe.